# Carrefour de l'Horloge
Carrefour de l'Horloge (conocido entre 1974 y 2015 como  Club de l'Horloge) es un think tank nacional-liberal de extrema derecha francés fundado en 1974 y presidido por Henry de Lesquen. La organización promueve una filosofía "neodarwinista integral", caracterizada por una forma de liberalismo económico impregnado de nacionalismo étnico.
Nacido como una escisión de GRECE en los años 1974-1979, el Carrefour de l'Horloge comparte muchas similitudes con la Nouvelle Droite, aunque difieren en su defensa del catolicismo y el liberalismo económico. Al igual que la Nouvelle Droite, utilizan estrategias metapolíticas para difundir sus ideas en la sociedad en general; sin embargo, el Carrefour de l'Horloge favorece métodos más directos, como el entrismo en los partidos mayoritarios y en los altos cargos públicos, junto con la creación de eslóganes generales para influir en el debate público. El grupo y sus miembros han acuñado, por ejemplo, términos como "preferencia nacional" y "reinformación", y han participado en la popularización de los conceptos de "Gran Reemplazo" y "Remigración" en Francia.

## Ideología
El Club de l'Horloge reconoce doce "mentores":
- Filosofía: Edmund Burke, Hippolyte Taine, Julien Freund,
- Economía: Friedrich Hayek, Ludwig von Mises,
- Sociología: Gustave Le Bon, Arnold Gehlen, Vilfredo Pareto, Jules Monnerot,
- Derecho: Carl Schmitt
- Biología: Konrad Lorenz y Jacques Monod.

La ideología del Carrefour de l'Horloge se inspiró originalmente en el darwinismo social, antes de fusionar gradualmente el neoliberalismo con el racismo para crear un "neodarwinismo integral". El think tank promueve -en la década de 2010- el liberalismo económico, el nacionalismo y la democracia popular. La politóloga Fiammetta Venner calificó al club de "nacional-radical" en 2006.
La adopción de una teoría de la economía nacional-liberal por el grupo durante la década de 1970 llevó a una ruptura doctrinal con GRECE, que había estado denunciando el liberalismo económico como un "destructor de] identidades colectivas y culturas 'arraigadas' y [...] un generador de uniformidad". La defensa que ambos think tanks hacen de la identidad étnica, sin embargo, permitió que el Club y GRECE operaran como facciones diferentes dentro del movimiento Nouvelle Droite más amplio. Según el académico Tamir Bar-On, "el hipercapitalismo neoliberal propugnado por el Club de l'Horloge recuerda a los intelectuales Friedrich Hayek y Milton Friedman, así como a las fuerzas políticas de la Nueva Derecha angloamericana (AANR) como el thatcherismo. y el reaganismo. El neoliberalismo de la AANR ha sido a menudo apodado el "principal enemigo" de la nueva derecha europea y es la fuente de ataques virulentos contra Estados Unidos, considerado el principal representante de esta cosmovisión materialista".
El club es un partidario de la democracia popular. En 1987, Yvan Blot -miembro del club- presentó un proyecto de ley en la cámara baja para permitir referendos de iniciativa popular, pero no logró obtener suficiente apoyo. El club elogia el "sentido común popular" frente a lo que llaman la "confiscación de la democracia" por parte de las élites desarraigadas. Las ideas de Blot han influido en el Frente Nacional, que se presenta como el "mejor defensor de la democracia".